# هارون بن الأشعث
أبو عمران هارون بن الأشعث الهمداني البخاري أحد العلماء ومن رواة الحديث عند أهل السنة والجماعة.
من أهل بخارى وهو كوفي الأصل. روى عن: وكيع بن الجراح وأبي سعيد مولى بني هاشم، روى عنه: البخاري في صحيحه وقال عنه: هو شيخٌ لنا ثقة. كما روى عنه: زيد بن أَسْلم بن بشر، وسهل بن شاذويه، ومحمد بن أسلم الطوسي، وغيرهم. وذكره ابن حبان في الثقات.